# Jay (cantor)
Jay (Hangul:제이) (Seattle; 20 de abril de 2002) também conhecido como Jay Park ou Park Jong Seong (Hangul:박종성), é um cantor coreano-americano. Em 2020, Jay estreou como integrante do boy group sul-coreano ENHYPEN sob o Belift Lab formado pelo reality show de sobrevivência I-LAND.

## Carreira
Em março de 2019, a Belift Lab foi co-fundada pelas empresas de entretenimento sul-coreanas CJ ENM e Hybe Corporation, com planos de criar um novo grupo em 2020. Em 8 de maio de 2020, o canal de televisão Mnet anunciou o programa de competição de sobrevivência I-Land, um empreendimento entre as duas empresas que "acompanha o nascimento de artistas de K-pop da próxima geração". Enhypen foi formado pelo I-Land, estrelando 23 ídolos que estavam sob treinamento da Belift Lab e sendo transmitido semanalmente na Mnet entre 26 de junho e 18 de setembro de 2020, além de distribuído internacionalmente através do canal de YouTube da Hybe Labels. O programa foi dividido em duas partes. Doze competidores da primeira parte se qualificaram para a segunda parte da série. No episódio final, sete membros foram escolhidos dentre os nove finalistas, sendo seis escolhidos por votação global e um pelos produtores.
Com 1.182.889 votos, Jay conquistou o segundo lugar na final do I-LAND, entrando para a formação original do grupo e fazendo sua estréia como membro do ENHYPEN no dia 30 de novembro com Heeseung, Jake, Sunghoon, Sunoo, Jungwon e Ni-Ki. Eles lançaram um EP intitulado Border: Day One junto com o single principal Given-Taken.

## Vida pessoal
Jay nasceu em Seattle, Washington, Estados Unidos, mas mudou-se para a Coreia do Sul quando tinha nove anos de idade.
Antes do I-Land, Jay treinou por cerca de dois anos na BigHit Entertainment.